# The Wong Boys
The Wong Boys er et elektronisk undergrundsband, bestående af Stefan Kvamm og Frank Ziyanak.
Den 13. oktober 2008 udgav The Wong Boys deres debutalbum The Wong Boys, som i diverse medier har fået positive anmeldelser.[kilde mangler] Albummet er produceret i samarbejde med Carsten Heller (bl.a. Spleen United, VETO og Nephew), og udgivet på Sony BMG/Hi-Strung Records. Blandt de mest kendte numre fra albummet er "Gold Teeth" og "Git Ur Fuk On".
Gruppen var nomineret som Eksperimentet til P3 Guld 2009, hvor de også spillede live. I slutningen af 2010 udsendte de singlen "Megastar".
Gruppen har været opvarmningsband for VETO og Spleen United. I foråret 2009 var gruppen på turné, hvor Electrojuice varmede op, og her besøgte de bl.a. Jelling Festival og Skanderborg Festival.
Den 1. november 2010 udgav The Wong Boys deres andet album, W, der ligesom debuten er udgivet på Sony Music/Hi-Strung Records.
Kvamm og Ziyanak har oprettet en 24-timers telefonhotline kaldet For the fat and the lonely, hvor fans og fjender kan ringe og få en snak med drengenes telefonsvarer.
The Wong Boys har i øvrigt også et nummer ("Wurld Peace") med på den første version af Le Gammeltoft, Kjeld Tolstrup og Mads Nørgaards "Sound Of Copenhagen" cd fra 2008.

## Diskografi
- The Wong Boys (album) (2008)
- W (2010)